# النقل السريع الجماعي (سنغافورة)
نظام النقل السريع الجماعي ، والمعروف محليًا بالاختصار MRT ، هو نظام نقل سريع في سنغافورة والوسيلة الرئيسية للنقل بالسكك الحديدية ‏ في الدولة الجزيرة. بدأ النظام عملياته في نوفمبر 1987 بعد عقدين من التخطيط مع 6 كـم (3.7 ميل) مسافة مكونة من خمس محطات. لقد نمت الشبكة منذ ذلك الحين لتشمل طول وعرض الجزيرة الرئيسية في البلاد - باستثناء النواة الحرجية والمنطقة الريفية الشمالية الغربية - وفقًا لهدف سنغافورة المتمثل في تطوير شبكة سكك حديدية شاملة باعتبارها العمود الفقري لنظام النقل العام في البلاد،  بمتوسط عدد ركاب يومي يبلغ 3.45 مليون في عام 2023. 
تشمل شبكة MRT ما يقرب من 241 كـم (150 ميل) من الطريق المنفصل حسب الدرجة على مقياس قياسي . اعتبارًا من عام 2024، يوجد حاليًا 141 محطة تشغيلية  موزعة عبر ستة خطوط تشغيلية مرتبة في طوبولوجيا دائرية شعاعية . ويجري حاليًا إنشاء خطين آخرين و46 محطة، بالإضافة إلى أعمال التوسعة الجارية على الخطوط القائمة. في المجمل، سيؤدي هذا إلى جدولة مضاعفة طول الشبكة إلى حوالي 460 كـم (290 ميل) بحلول عام 2040.  وتجري دراسات أخرى بشأن المحاذاة والخطوط الجديدة المحتملة، فضلاً عن محطات التعبئة في الخطة الرئيسية للنقل البري 2040 لهيئة النقل البري.  تتبادل شبكة السكك الحديدية الثقيلة التي تغطي الجزيرة بأكملها سلسلة من شبكات النقل الإرشادي الآلية ‏ المحلية في مدن الضواحي المختارة - والمعروفة بشكل جماعي باسم نظام النقل بالسكك الحديدية الخفيفة (LRT) - والتي، جنبًا إلى جنب مع الحافلات العامة ‏ ، تكمل الخط الرئيسي من خلال توفير رابط أخير بين محطات MRT ومجمعات الإسكان العام HDB .  
يعد مترو الأنفاق (MRT) أقدم وأكثر أنظمة المترو ازدحامًا وشمولاً في جنوب شرق آسيا .  بلغ الإنفاق الرأسمالي على البنية التحتية للسكك الحديدية 150 مليار دولار سنغافوري تراكميًا  في عام 2021، مما يجعل الشبكة واحدة من أكثر الشبكات تكلفة في العالم على أساس الكيلومتر وعلى أساس مطلق.      يتم إدارة النظام بما يتوافق مع إطار تنظيمي هجين شبه وطني؛ وتقع عمليات البناء والمشتريات ضمن اختصاص هيئة النقل البري (LTA)، وهي هيئة قانونية ‏ تابعة للحكومة تخصص امتيازات التشغيل للشركات الخاصة التي تعمل على تحقيق الربح SMRT وSBS Transit . ويتولى هؤلاء المشغلون مسؤولية صيانة الأصول على خطوطهم الخاصة، كما يديرون خدمات الحافلات، مما يسهل التزامن التشغيلي والتكامل الأفقي لشبكة النقل العام الأوسع.